# Aelred Pexa

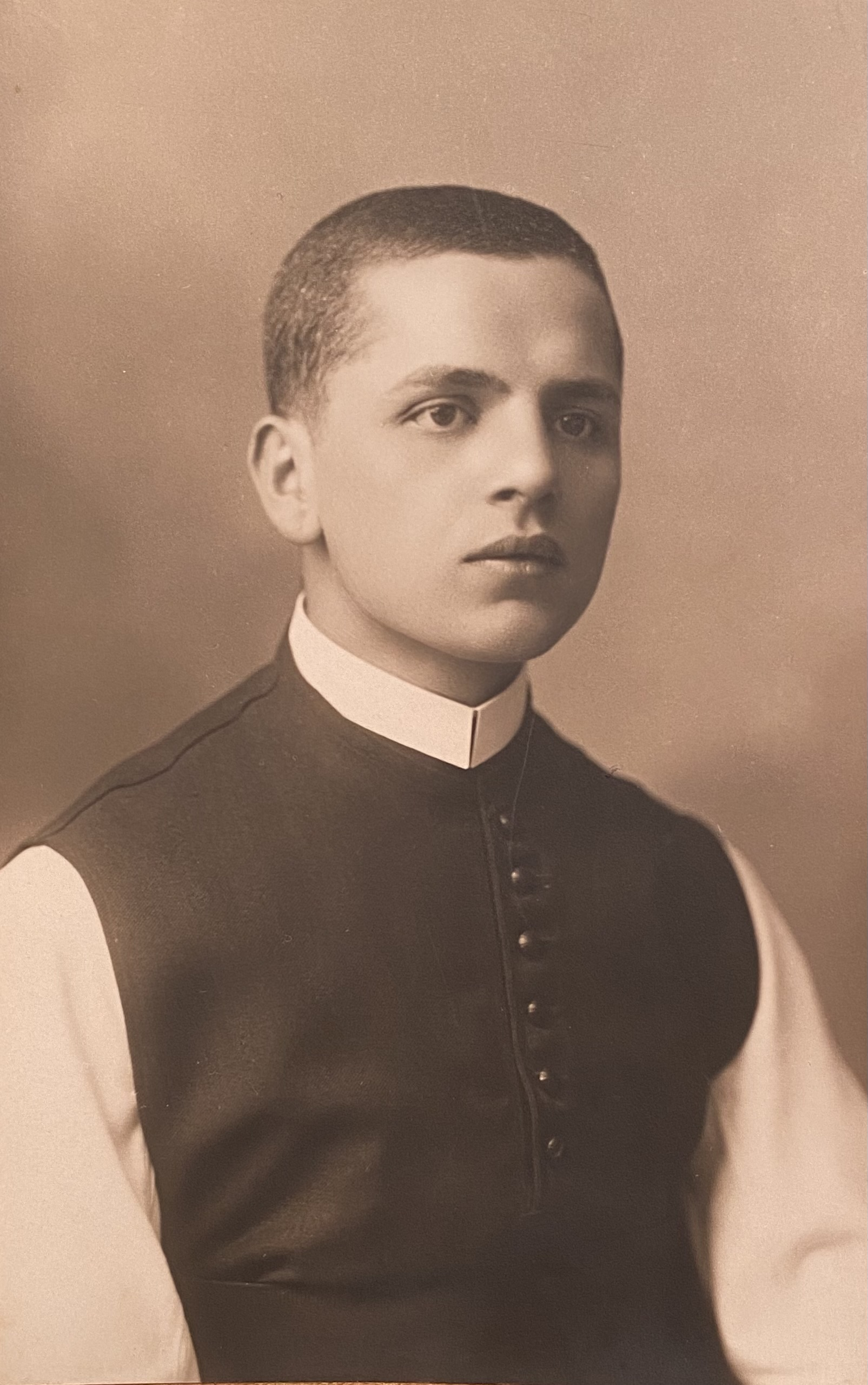
Aelred Pexa (1926) als Jungpriester

Aelred Pexa OCist (* 7. Mai 1904 in Hohenberg, Niederösterreich; † 5. August 1974 in Heiligenkreuz, Niederösterreich) war Abt des Stiftes Rein.

## Leben
Julius Pexa wurde am 14. August 1922 im Stift Heiligenkreuz als Novize eingekleidet und erhielt den Ordensnamen Aelred. Er wurde am 16. Mai 1926 im Missionshaus St. Gabriel (Mödling) zum Priester geweiht. Seine Primiz feierte er am 26. Mai 1926. Es folgten höhere Studien an der Universität Wien, wo er am 13. Dezember 1930 zum Dr. theol. promoviert wurde. Er war Dozent und Präfekt am Institutum Theologicum in Heiligenkreuz. 1929 übernahm der die Schriftleitung der Heiligenkreuzer Zeitschrift Sancta Crux.
Von 1945 bis 1954 war er Prior von Heiligenkreuz. Am 19. August 1954 wurde er Abt des Stiftes Rein. Die Benediktion empfing er durch Generalabt Sighard Kleiner am 8. September 1954 unter Assistenz des Abtpräses Karl Braunstorfer und des Abtes von Seckau, Benedikt Reetz OSB. Er blieb bis zum 26. Januar 1971 im Amt. Während der Reiner Jahre war er Lehrbeauftragter für Moraltheologie an der Universität Graz, Mathematik-Lehrer im Stiftsgymnasium Rein und in der Erwachsenenbildung tätig. Er kehrte nach seiner Emeritierung in das Stift Heiligenkreuz zurück und ist auch dort begraben.
Er war Mitglied der katholischen Studentenverbindung KÖStV Babenberg Graz im ÖCV.